# Dichaea squarrosa
Dichaea squarrosa är en orkidéart som beskrevs av John Lindley. Dichaea squarrosa ingår i släktet Dichaea och familjen orkidéer. Inga underarter finns listade i Catalogue of Life.